# Frhelper
Frhelper ou Fayu Zhushou ( 法语助手 Fǎyǔ zhùshǒu, langue française, assistant) est un logiciel de traduction chinois-français et français-chinois, et d'aide à l'utilisation d'un logiciel pour ordinateur personnel en français par une personne de langue chinoise. 
Il fournit notamment un affichage instantané de la traduction en chinois de n'importe quel mot français affiché sur l'écran, et une explication en français d'un caractère chinois (mais pas d'un mot polysyllabique). On peut écouter les mots français prononcés par une voix féminine. C'est un outil d'apprentissage de la langue française. Pour l'apprentissage de la langue chinoise, il n'est utile qu'à des étudiants suffisamment avancés pour se passer de la transcription des caractères en pinyin. 
Ses dictionnaires sont fournis par des bénévoles chinois et des sources libres (dictionnaires du domaine public).
Le logiciel fonctionne sous Microsoft Windows et Apple Mac OS X
pour ordinateur personnel, et sous Windows Mobile et Palm WebOs pour assistant personnel, Android et iOS (Apple) pour téléphone mobile et tablette. Une licence payante est requise pour l'usage complet du logiciel, qui peut être téléchargé pour un usage gratuit pendant un temps limité. 
Il existe une version en ligne du dictionnaire, qui est gratuite. Cette version donne accès à une recherche dans une encyclopédie si la recherche dans le dictionnaire a échoué. (2009) Une copie de l'encyclopédie Wikipédia est utilisée. Une fonction de traduction automatique d'un texte, français-chinois et chinois-français, est également proposée. 